# Hornoslezský metropolitní svazek
Hornoslezský metropolitní svazek (polsky Górnośląsko-Zagłębiowska Metropolia) je spojení 14 měst, zahrnujících Katovice s okolím, na území polského Slezského vojvodství. Leží na řekách Visla a Odra.